# IJzer(II)acetaat
IJzer(II)acetaat is een coördinatie complex met de verhoudingsformule {\displaystyle {\ce {Fe(CH3COO)2}}}. Het is een witte, vaste stof, hoewel verontreinigde hoeveelheden licht gekleurd kunnen zijn. Een licht groen gekleurd tetrahydraat is ook bekend, deze verbinding is zeer goed water-oplosbaar.

## Synthese en structuur

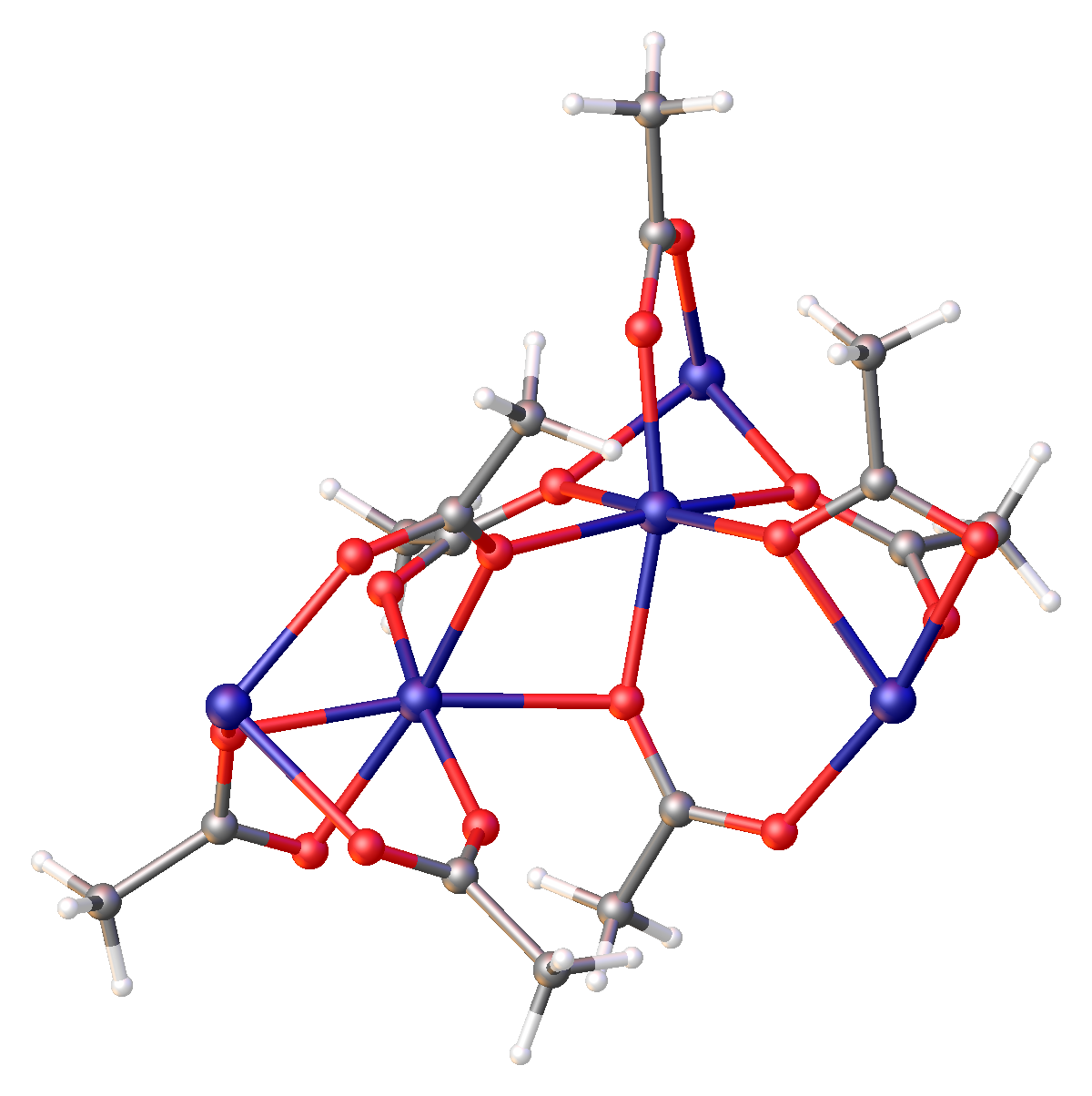
Hoewel ijzer(II)acetaat als een eenvoudig zout bekeken kan worden, toont röntgendiffractie een zeer gecompliceerde polymere structuur.

IJzerpoeder reageert met azijnzuur als oplosmiddel in een elektrolyse waarbij {\displaystyle {\ce {Fe(CH3COO)2}}} en waterstofgas ontstaan:
{\displaystyle {\ce {Fe\ +\ CH3COOH\ ->\ Fe(CH3COO)2\ +\ H2}}}
Een andere optie is het onoplosbare, olijfgroene ijzer(II)carbonaat als bron van ijzer te gebruiken:
{\displaystyle {\ce {FeCO3\ +\ 2CH3COOH\ ->\ Fe(CH3COO)2\ +\ CO2\ +\ H2O}}}
De stof heeft een polymere structuur met een octahedrische omringing van de Fe(II)-ionen die door bruggende acetaatliganden verbonden zijn. Het is een coördinatiepolymeer.
De gehydrateerde vorm, een tetrahydraat, ontstaat in de reactie van ijzer(II)oxide of ijzer(II)hydroxide met azijnzuur. Het tetrahydraat is oplosbaar in water en ethanol en heeft een groene tot (bruine (door oxidatie) kleur.
De reactie van oud ijzer met azijnzuur levert een bruin gekleurd mengsel op van verschillende ijzer(II)- en ijzer(III)-acetaten dat in de kleurstofindustrie gebruikt wordt.

## Toepassingen
IJzer(II)acetaat wordt in de verfindustrie gebruikt als (mordant, hechtmiddel, voor textiel.